# Pozsony Országhatárszéli Helyiérdekű Villamos Vasút

Von der P.O.H.É.V. ausgegebene Fahrkarte für die Lokalstrecke zwischen Pressburg und Kittsee

Dreisprachig verfasster Jahresbericht von 1921

Die Pozsony Országhatárszéli Helyiérdekű Villamos Vasút, abgekürzt P.O.H.É.V., war ein im Königreich Ungarn gegründetes Eisenbahnunternehmen mit Firmensitz in der heutigen slowakischen Hauptstadt Bratislava, bis 1919 ungarisch Pozsony genannt.

## Geschichte
Im Zuge der Detailplanungen für die Pressburger Bahn stellte sich heraus, dass die bereits 1904 gegründete österreichische Gesellschaft Lokalbahn Wien-Pressburg (L.W.P.) aus rechtlichen und politischen Gründen keine Bahn in Ungarn betreiben konnte. Daraufhin gründete die als Konzessionärin auftretende Stadt Pozsony am 23. Dezember 1909 nach ungarischem Recht die Aktiengesellschaft Pozsony Országhatárszéli Helyiérdekű Villamos Vasút, zu deutsch Elektrische Lokalbahn Pressburg-Landesgrenze. Die österreichische Teilgesellschaft wiederum firmierte fortan als Elektrische Lokalbahn Wien-Landesgrenze nächst Hainburg.
Damit der Betrieb einheitlich gestaltet werden konnte, schlossen beide Gesellschaften einen Betriebsvertrag, auf Grund dessen die gesamte Strecke schließlich doch von der österreichischen Gesellschaft betrieben werden konnte. Letztlich übernahm diese den Betrieb auf der 1914 eröffneten Strecke aber doch nicht selbst, sondern beauftragte damit die Niederösterreichischen Landesbahnen (NÖLB).
Infolge der Abtretung Oberungarns an die neu gegründete Tschechoslowakei firmierte die P.O.H.É.V. ab 1920 als Lokálnej Elektrickej Železnice Bratislava-Zemská Hranica, kurz B.Z.H. Nachdem außerdem die NÖLB durch die Nachwirkungen des Ersten Weltkriegs in finanzielle Schwierigkeiten gerieten, übernahm zum 1. Mai 1921 die kommunale Bratislavská mestská elektrická železnica (B.M.E.Ž.) – ab 1922 Bratislavská elektrická účastinná spoločnosť (B.E.Ú.S.) genannt, den Betrieb des tschechoslowakischen Abschnitts der Pressburger Bahn. 
1928 wurde auch die B.Z.H. ein weiteres Mal umbenannt und firmierte fortan unter Elektrická lokálna železnica Bratislava-krajinská hranica, kurz B.K.H. Ab 1935 war ferner die B.E.Ú.S. Mehrheitseigner der B.K.H. Nach der Annexion des Sudetenlandes durch das Deutsche Reich im Herbst 1939 gehörte auch der Vorort Petržalka zu diesem. So entfiel die Geschäftsgrundlage der B.K.H., weshalb sie am 12. Dezember 1940 ihre Liquidation beschloss, die zum 31. Dezember 1942 erfolgte.

## Fahrzeuge
- Siehe Pressburger Bahn#Fahrzeuge